# Pleiochiton roseum
Pleiochiton roseum är en tvåhjärtbladig växtart som beskrevs av Célestin Alfred Cogniaux. Pleiochiton roseum ingår i släktet Pleiochiton och familjen Melastomataceae. Inga underarter finns listade i Catalogue of Life.